# Sarıveliler (district)
Sarıveliler is een Turks district in de provincie Karaman en telt 14.280 inwoners (2007). Het district heeft een oppervlakte van 372,8 km². Hoofdplaats is Sarıveliler.
De bevolkingsontwikkeling van het district is weergegeven in onderstaande tabel.
| 1997   | 2000   | 2007   |
| ------ | ------ | ------ |
| 15.930 | 21.308 | 14.280 |